# Ayub Said-Khasanovich Batsuyev
Ayub Said-Khasanovich Batsuyev (tiếng Nga: Аюб Саид-Хасанович Бацуев; sinh ngày 9 tháng 2 năm 1997) là một cầu thủ bóng đá người Nga thi đấu ở vị trí tiền vệ trung tâm cho FC Akhmat Grozny.

## Sự nghiệp câu lạc bộ
Anh ra mắt chuyên nghiệp tại Giải bóng đá chuyên nghiệp quốc gia Nga cho FC Terek-2 Grozny vào ngày 24 tháng 5 năm 2016 trong trận đấu với PFC Spartak Nalchik.
Anh từng nằm trong đội hình của FC Akhmat Grozny năm 2013, và sau khi ghi 3 bàn trong 2 trận đầu tiên ở giải vô địch trẻ 2017–18, anh có màn ra mắt tại Giải bóng đá ngoại hạng Nga cho câu lạc bộ vào ngày 29 tháng 7 năm 2017 trong trận đấu với FC Dynamo Moscow.

### Câu lạc bộ
Tính đến 13 tháng 5 năm 2018
| Câu lạc bộ          | Mùa giải            | Giải vô địch                | Giải vô địch | Giải vô địch | Cúp     | Cúp       | Châu lục | Châu lục  | Tổng cộng | Tổng cộng |
| Câu lạc bộ          | Mùa giải            | Hạng đấu                    | Số trận      | Bàn thắng    | Số trận | Bàn thắng | Số trận  | Bàn thắng | Số trận   | Bàn thắng |
| ------------------- | ------------------- | --------------------------- | ------------ | ------------ | ------- | --------- | -------- | --------- | --------- | --------- |
| FC Akhmat Grozny    | 2013–14             | Giải bóng đá ngoại hạng Nga | 0            | 0            | 0       | 0         | –        | –         | 0         | 0         |
| FC Akhmat Grozny    | 2014–15             | Giải bóng đá ngoại hạng Nga | 0            | 0            | 0       | 0         | –        | –         | 0         | 0         |
| FC Akhmat Grozny    | 2015–16             | Giải bóng đá ngoại hạng Nga | 0            | 0            | 0       | 0         | –        | –         | 0         | 0         |
| FC Akhmat Grozny    | 2016–17             | Giải bóng đá ngoại hạng Nga | 0            | 0            | 0       | 0         | –        | –         | 0         | 0         |
| FC Akhmat Grozny    | 2017–18             | Giải bóng đá ngoại hạng Nga | 6            | 0            | 0       | 0         | –        | –         | 6         | 0         |
| FC Akhmat Grozny    | Tổng cộng           | Tổng cộng                   | 6            | 0            | 0       | 0         | 0        | 0         | 6         | 0         |
| FC Terek-2 Grozny   | 2015–16             | PFL                         | 2            | 0            | –       | –         | –        | –         | 2         | 0         |
| Tổng cộng sự nghiệp | Tổng cộng sự nghiệp | Tổng cộng sự nghiệp         | 8            | 0            | 0       | 0         | 0        | 0         | 8         | 0         |